# Oli essencial d'espígol

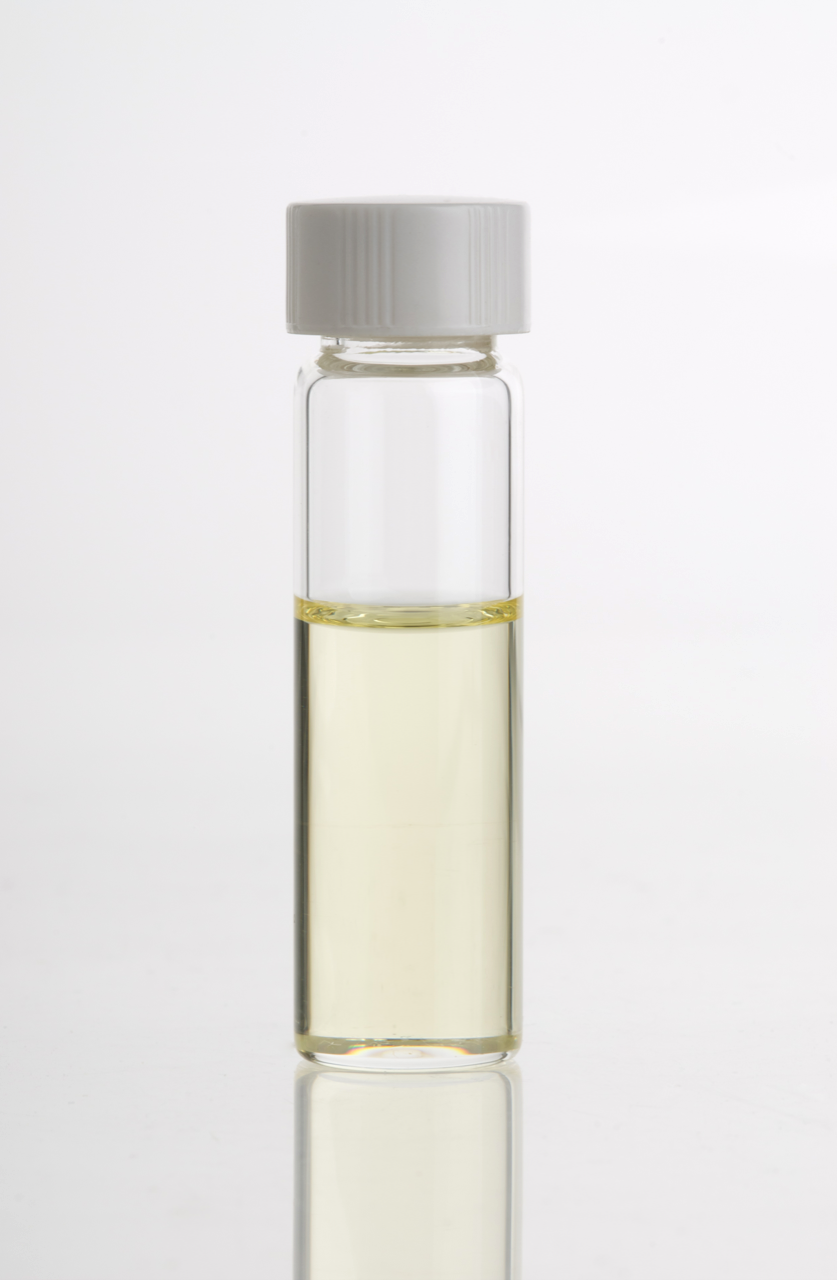
Un flascó amb oli essencial d'espígol

L'oli essencial d'espígol és un oli essencial obtingut per la destil·lació de les espigues de flors de certes espècies de plantes del gènere lavandula. Se'n distingeixen dues formes: oli de flors de lavanda, un oli incolor, insoluble en aigua que té una densitat de 0,885 g/mL; i oli de barballó, un destil·lat del barballó (Lavandula latifolia), que té una densitat de 0,905 g/mL. L'oli de flors de lavanda és una denominació de la National Formulary i la British Pharmacopoeia. Com tots els olis essencials, no són uns compostos químics purs; és una mescla de fitoquímics que es donen a la natura, incloent-hi linalol i acetat de linanil. L'oli de lavanda de Caixmir és famós pel fet de provenir de les muntanyes de l'Himàlaia.

## Usos terapèutics
Durant molt de temps, amb l'oli essencial de lavanda s'han fet perfums, i també s'usa en aromateràpia. L'aroma té un efecte calmant i ajuda a la relaxació i a reduir l'ansietat; amb aquest efecte, a Alemanya s'han aprovat unes càpsules que en contenen. Tenen un efecte com el lorazepam en dosis baixes.
Pot ajudar a alleugerir el dolor del mal de cap. En vaporitzador va bé contra la tos i infeccions respiratòries.
L'oli de lavanda també repel·leix insectes com els mosquits i es fa servir en locions per als cabells.

## Usos medicinals
En medicina alternativa, l'oli de lavanda es fa servir com a antisèptic i contra el dolor en cremades menors i mossegades d'insectes, també en insolacions. Es pot fer servir en massatges contra dolors musculars i espasmes d'asma i bronquitis. També es diu que és útil contra els polls dels cabells. S'investiga contra el càncer de mama.

## Contraindicacions
Implicat en la ginecomàstia, creixement anormal dels pits en homes.

## Composició
Els components principals linalol (51%) i acetat de linalil (35%). Altres components inclouen: α-pinè, limonè, 1,8-cineol, cis- i trans-ocimè, 3-octanona, càmfora, cariofilè, terpinè-4-ol i acetat de lavendulil.
| Família                    | Composició                        | Lavande officinale Lavandula angustifolia | Lavande aspic Lavandula latifolia |
| -------------------------- | --------------------------------- | ----------------------------------------- | --------------------------------- |
| Terpens / Monoterpenols    | Linalol                           | 28.92%                                    | 49.47%                            |
| Terpens / Monoterpenols    | {\displaystyle \alpha }-terpineol | 0,90%                                     | 1,08%                             |
| Terpens / Monoterpenols    | {\displaystyle \gamma }-terpineol |                                           | 0,09%                             |
| Terpens / Monoterpenols    | Borneol                           |                                           | 1,43%                             |
| Terpens / Monoterpenols    | Iso-borneol                       |                                           | 0,82%                             |
| Terpens / Monoterpenols    | Terpinen-4-ol                     | 4,32%                                     |                                   |
| Terpens / Monoterpenols    | Nerol                             | 0,20%                                     |                                   |
| Terpens / Monoterpenols    | Lavandulol                        | 0,78%                                     |                                   |
| Terpens / Èsters terpènics | acetat de linalil                 | 32.98%                                    |                                   |
| Terpens / Èsters terpènics | Acetat de geranil                 | 0,60%                                     |                                   |
| Terpens / Èsters terpènics | Acetat de neril                   | 0,32%                                     |                                   |
| Terpens / Èsters terpènics | Acetat d'Octen-3-il               | 0,65%                                     |                                   |
| Terpens / Èsters terpènics | Acetat de lavandulil              | 4,52%                                     |                                   |
| Terpens / Monoterpens      | Mircè                             | 0,46%                                     | 0,41%                             |
| Terpens / Monoterpens      | {\displaystyle \alpha }-pinene    |                                           | 0,54%                             |
| Terpens / Monoterpens      | {\displaystyle \beta }-pinè       |                                           | 0,33%                             |
| Terpens / Monoterpens      | Camfè                             |                                           | 0,30%                             |
| Terpens / Monoterpens      | E-{\displaystyle \beta }-ocimè    | 3,09%                                     |                                   |
| Terpens / Monoterpens      | Z-{\displaystyle \beta }-ocimeè   | 4,44%                                     |                                   |
| Terpens / Monoterpens      | {\displaystyle \beta }-fel·landrè | 0,12%                                     |                                   |
| Terpens / Òxids terpenoids | Eucaliptol (1,8-cineol)           |                                           | 25.91%                            |
| Terpens / Sesquiterpens    | {\displaystyle \beta }-cariofilè  | 4,62%                                     | 2,10%                             |
| Terpens / Sesquiterpens    | {\displaystyle \beta }-farnesè    | 2,73%                                     |                                   |
| Terpens / Sesquiterpens    | Germacren                         | 0,27%                                     |                                   |
| Terpens / Sesquiterpens    | {\displaystyle \alpha }-humulè    |                                           | 0,28%                             |
| Cetones                    | Càmfora                           | 0,85%                                     | 13.00%                            |
| Cetones                    | Octanona-3                        | 0,72%                                     |                                   |
| Cetones                    | Criptona                          | 0,35%                                     |                                   |